# جورج غوثري
جورج غوثري (بالإنجليزية: George Guthrie)‏ هو منافس ألعاب قوى أمريكي، ولد في 13 مارس 1904، وتوفي في 1 يونيو 1972.

## وصلات خارجية
- جورج غوثري على موقع اللجنة الأولمبية الدولية (الإنجليزية)
- جورج غوثري على موقع أوليمبيديا (الإنجليزية)